# Gnomo (Dungeons & Dragons)

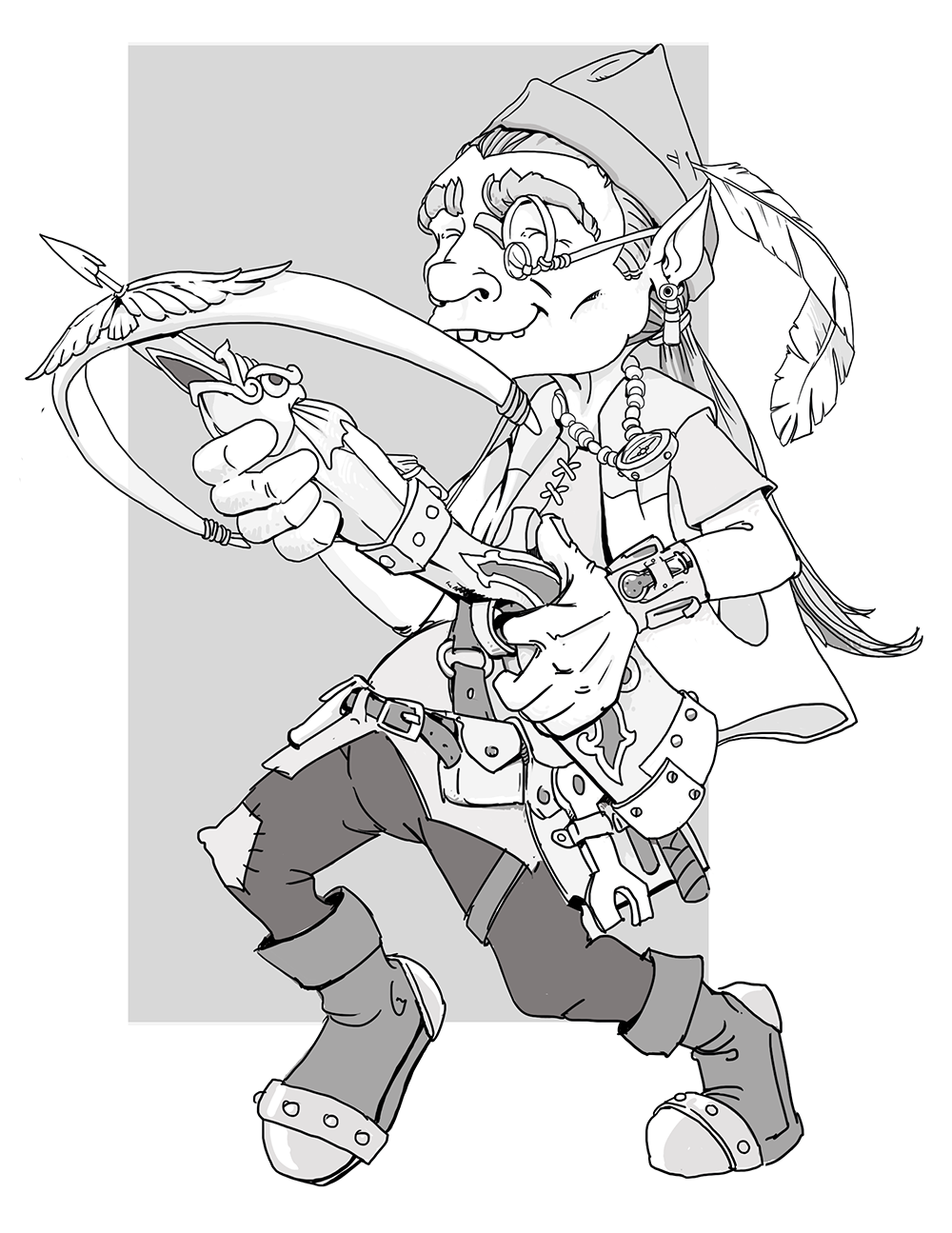

Los gnomos son una de las razas básicas disponibles para jugar como personaje de jugador en el juego de rol y fantasía Dungeons & Dragons. Algunos especulan que están estrechamente relacionados con los enanos; aun así, los gnomos son más pequeños y más tolerantes a otras razas, a la naturaleza, y a la magia. Según el encuadre y subrraza, son a menudo especializados con magia de ilusión o ingeniería. Los gnomos son pequeños humanoides, midiendo entre 3-3,5 pies (91–107 cm.) alto.

## Historia de publicación

### Dungeons & Dragons
El gnomo apareció por primera vez en la edición original de 1974 de Dungeons & Dragons, y en su segundo suplemento, Blackmoor (1975).

### 1ª edición deAdvanced Dungeons & Dragons
El gnomo apareció como una raza de personaje jugador en el manual del Jugador original (1978). El gnomo también apareció en el Manual de Monstruo original (1977). Una nueva subrraza del gnomo, el gnomo de las profundidades (svirfneblin), estuvo presentado como carrera de carácter en el original Desenterró Arcana (1985). Otra subrraza del gnomo, el gnomo de hojalata (minoi), centró encima construyendo dispositivos mecánicos, estuvo presentado en Dragonlance Adventures . La aventura humorística de Solo Quest Gnomos-100, Dragones-0 presentó estos gnomos en su resistencia contra el ejército dragón de Takhisis.
Los gnomos fueron originalmente introducidos a Dungeons & Dragons como alternativa nueva a enanos, elfos, y halflings. Fueron desarrollados de la mitología de varias fuentes diferentes, originalmente siendo un bearded, una raza de baja estatura similar a halflings y enanos. El nicho del gnomo en el juego fue hecho mágico, para separarlo del más del tipo guerrero enano y el halfling, más tipo rogue.

### Dungeons & Dragons (Básico/BECMI)
El gnomo apareció en el Conjunto Básico de Dungeons & Dragons como un "monstruo". El gnomo apareció como clase de personaje del jugador en Top Ballista (1989).

### 2ª edición de Advanced Dungeons & Dragons
El gnomo apareció como raza de personaje en la segunda edición del Manual del Jugador (1989). El gnomo también aparecido en el Monstrous Compendium Volumen One (1989). Cuatro razas gnómicas – del bosque, de las rocas, de hojalata, y de las profundidades (svirfneblin) – estuvieron detalladas como razas de personaje del jugador en El Libro Completo de Gnomos y Halflings (1993).

### 3ª edición deDungeons & Dragons
El gnomo apareció como raza de carácter en la tercera edición del Manual del Jugador (2000), y en la edición 3.5 revisada del Manual del jugador. Los gnomos estuvieron detallados para los Reinos Olvidados que ponen en Razas de Faerûn (2003). Los gnomos eran una de las razas detalladas en Razas de Stone (2004).
Durante la historia de D&D, hasta e incluyendo la tercera edición del Manual del Jugador, los hechiceros gnomos eran o bien ilusionistas  o tenían a los ilusionistas como su clase favorecida.  Aun así, en Dungeons & Dragons v.3.5, la clase favorecida de los gnomos fue cambiada a bardo, como la clase favorecida de "ilusionista" era un subconjunto de la clase de brujo. La clase favorecida del mago era también ya utilizado por elfos. En D&D v.3.5, los gnomos son inventores y alquimistas a quién le encantan las bromas y excelentes en ingeniería. Los gnomos de hojalata de Dragonlance son mecánicamente especializados, aunque sus dispositivos son bastante propensos a salir por la culata. Ha sido sugerido que gnomos dieron el Eberron clase artesano como clase favorecida, debido a su aptitud técnica.

### 4ª edición deDungeons & Dragons
Los gnomos aparecieron en la 4.ª edición como raza de personaje del jugador en Manual del Jugador 2 (2009). El gnomo apareció en el Manual del Monstruo (2008).

### 5ª edición deDungeons & Dragons
El gnomo estuvo incluido como raza de jugador en la 5ª edición del Manual del Jugador (2014). Dos subrrazas fueron introducidas con él: el gnomo de bosque y el gnomo de las rocas. El Manual del Jugador conecta los gnomos de las rocas a los gnomos de hojalata del encuadre de Dragonlance.
El gnomo de las profundidades (svirfneblin) es también mencionado en el Manual del Jugador, y es plenamente detallado en la quinta edición del Manual del Monstruo (2014). El Elemental Evil Player's Companion (2015) presenta el gnomo profundo como raza de jugador.

## Subrrazas
Los gnomos en Dungeons & Dragons han sido más allá divididos a varios subrrazas:
- Los gnomos de las rocas son la subraza de gnomo estándar de la Tercera Edición. Viven en madrigueras debajo de cerros rodantes y arbolados.
- Los gnomos de hojalata son los gnomos comunes del escenario de campaña de Dragonlance. En aquel universo ficticio, moran en el Monte Sin Importancia en el mundo de Krynn.
- Los Svirfneblin, o gnomos de las profundidades, moran en ciudades subterráneas profundas. Son más peligrosos que los gnomos de rocas comunes.
- Los gnomos de bosque son más pequeños que los gnomos de las rocas. Son gente tímida y secretiva, que viven en las profundidades de bosques y áreas arboladas.[24] Amigos de los animales, los gnomos de bosque tienen una capacidad racial que les permite hablar con animales pequeños.
- Los gnomos de río son graciosos y rápidos. Viven en casas cavadas en las orillas de los ríos y poseen la capacidad de hablar con los animales que moran el río en lugar de mamíferos de madriguera. Son no-mágicos pero ganan +1 de iniciativa y son buenos nadadores.
- Los gnomos arcanos son moradores de ciudades. Generalmente mantienen a una comunidad pequeña dentro de una ciudad más grande. Los gnomos arcanos están centrados en la búsqueda del conocimiento lo que hace a su población, en gran parte, inventores demasiado ansiosos o brujos.[25]
- Los gnomos del caos son los gnomos más extravagantes. De colores brillantes y raros, están fuertemente inclinados hacia el caos, como su nombre sugiere.[26]
- Los gnomos de murmullo carecen del jovial punto de vista de otras razas de gnomo. Astutos y desconfiados, son criaturas de sigilo.[26]
- Los gnomos de hielo moran en la región de Frostfell en el escenario de campaña de Eberron
- Los gnomos de fuego se viven en Bytopia, en las Planicies Exteriores, donde  ayudan a Flandal Steelskin, el dios gnómico del metal y la creación, en su trabajo.
- Los gnomos del cielo aparecen en la Criatura Crucible - PC2 - Top Ballista publicado en 1989. Son ingenieros astutos que viven en la ciudad volante Serraine por encima del Mundo de Mystara.

En el escenario de campaña de Reinos Olvidados, los gnomos son también conocidos como "Gente Olvidada".

## Sociedad
Sociedad de gnomo ha cambiado mucho entre cada una de las diferentes ediciones de Dungeons & Dragons. En la primera edición, estuvieron retratados como intensamente curiosos e intelectuales, manteniendo en tema con su nicho de lanzamiento de hechizos, con un interés en las gemas. Ellos típicamente vivían en cerros, y actuaban como intermediarios entre enanos, elfos, y halflings.
En la segunda edición, los gnomos recibieron fondo más lejano. Según El Libro Completo de Gnomos y Halflings, los gnomos tienen una sociedad intrincada basada en su amor por todas las clases de artes, bromas, y sus largas vidas.  Su sociedad está basada en el arte; todos los  gnomos tienen que tomar alguna forma de arte ya sea música, pintura, cocina, construcción, o cualquier otra forma que esté considerada creativa para cuando alcancen la mayoría de edad.
Los gnomos son naturalmente amistosos, altamente sociales y personas amantes de la diversión. Son respetados por los elfos por su comunión con naturaleza y su conocimiento de magia arcana, admirado por los halflings por su humor, y buscados por los enanos por sus habilidades para cortar gemas.

## Religión
Garl Glittergold fue creado por James M. Ward y apareció por primera vez en el capítulo "Nonhuman Deitis" del original las Deidades y Demigods  (1980) como el dios de los gnomos.  Roger E. Moore detalló varios dioses gnómicos adicionales en su artículo "Los Dioses de los Gnomos" en Dragón #61 (mayo 1982), incluyendo: Baervan Wildwanderer, dios de la aventura y los ladrones; Urdlen ("El Crawler Abajo"), dios del mal; Segojan Earthcaller, dios de la tierra y naturaleza; y Flandal Steelskin, dios de la metalistería; estos cuatro dioses más nuevos entonces aparecieron en el original Arcana Desenterrada (1985).
Todas esas cinco deidades estuvieron detalladas para la segunda edición de Advanced Dungeons & Dragons  en el libro Mitología de Monstruo (1992) por Carl Sargent, incluyendo detalles sobre sus sacerdocios; este libro también introdujo dioses adicionales que incluyen: Baravar Cloakshadow, dios de las ilusiones, la protección, y el engaño; Gaerdal Ironhand, dios de la protección, vigilancia, y el combate; y Nebelun (El Entrometido), dios de las invenciones y de la buena fortuna. Todos estos dioses también recibieron una descripción muy detallada de sus funciones en los Reinos Olvidados en Demihuman Deidades (1998).

## Lectura adicional
- Tresca, Michael J. (November 2010). The Evolution of Fantasy Role-Playing Games. McFarland. pp. 34-36, 140-141. ISBN 978-0786458950.
- Bowman, Sarah Lynne (May 2010). The Functions of Role-Playing Games. McFarland. pp. 151, 165–166. ISBN 978-0786447107.